# Старо језгро Сомбора-Трг братства и јединства
Старо језгро Сомбора-Трг братства и јединства је саграђен у 18. и 19. веку. С обзиром да представља значајну историјску грађевину, проглашен је непокретним културним добром од изузетног значаја Републике Србије. Налази се у Сомбору, под заштитом је Покрајинског завода за заштиту споменика културе Петроварадин.

## Историја
Зграде подигнуте у току 18. и почетком 19. века са уједначеним архитектонским елементима чине заједно са Тргом братства и јединства архитектонско-урбанистичку целину и представљају пример градског трга из 18. века. Зграде под заштитом на Тргу братства и јединства су градска кућа која је коначни изглед добила 1842. године, Галеова кућа подигнута 1838, Грашалковићева палата изграђена између 1750. и 1753. за грофа Антуна Грашалковића, зграда градске библиотеке саграђена 1884—1886. за Мађарску читаоницу у стилу класицизма са елементима осталих историјских стилова, капела светог Ивана Непомука подигнута око 1751. године, зграда Римокатоличке црквене општине изграђена 1743—1749, зграда Лалошевић подигнута почетком 19. века у стилу класицизма и зграда старе поште, некадашњи Пашин конак са кулом. Трг са набројаним зградама чини архитектонско–урбанистичку целину. У централни регистар је уписан 11. новембра 1997. под бројем ПКИЦ 49, а у регистар Покрајинског завода за заштиту споменика културе Петроварадин 18. августа 1997. под бројем 1.